# Battaglia di Artah
La battaglia di Artah fu combattuta nel 1105 tra le forze dei crociati ed i turchi selgiuchidi.
I turchi erano guidati da Ridwan ibn Tutush di Aleppo mentre i crociati erano comandati da Tancredi d'Altavilla, principe di Galilea, reggente del Principato di Antiochia.
I crociati vinsero e procedettero minacciando la stessa Aleppo.

## Scenario
Dopo la grande sconfitta subita dai crociati nel 1104 alla battaglia di Harran, tutte le fortezze del Principato di Antiochia ad oriente del fiume Oronte furono abbandonate.
Allo scopo di ottenere ulteriori rinforzi per i crociati, Boemondo di Taranto si imbarcò per l'Europa, lasciando Tancredi come reggente di Antiochia. 
Il nuovo reggente cominciò pazientemente recuperare i castelli e città fortificate che erano state perdute.

## La battaglia
Tancredi strinse d'assedio il castello di Artah, che si trova 40 chilometri a nord-est di Antiochia. Quando Ridwan tentò di interferire con le operazioni, Tancredi diede battaglia e sconfisse l'esercito di Aleppo. Si suppone che il principe latino abbia vinto grazie al suo "sapiente uso del terreno".
Gli ifranj potrebbero aver acquisito un vantaggio tattico utilizzando lo "strumento di una finta ritirata".
A parte questo, si conosce poco circa la battaglia.

## Conseguenze
Dopo la sua vittoria, Tancredi poté espandere le sue conquiste ad oriente dell'Oronte incontrando scarsa opposizione.
Le susseguenti azioni militari nella Siria settentrionale furono la battaglia di Shayzar nel 1111 e la battaglia di Sarmin nel 1115.